# Sabina Altynbekowa
Sabina Abaiqysy Altynbekowa (kasachisch Сабина Абайқызы Алтынбекова Sabina Abaiqyzy Altynbekova; * 5. November 1996 in Aqtöbe) ist eine kasachische Volleyballspielerin.

## Karriere
Altynbekowa wurde in der Stadt Aqtöbe geboren. Sie begann im Alter von 14 Jahren mit dem Volleyball. Außerdem studierte sie an der Kasachischen Universität für Geisteswissenschaften und Recht.

### Verein
Altynbekowa stand 2015 unter Vertrag mit den Verein GSS Sunbeams in der japanischen V League Division 3. Zwischen 2016 und 2019 spielte sie für den kasachischen Verein VC Almaty. In der Saison 2019/20 wechselte sie zu Al-Wasl in die Vereinigten Arabischen Emirate. Mit dem Verein nahm sie an der Arabischen Klubmeisterschaft teil. Für die Saison 2020/21 unterschrieb sie einen Vertrag beim italienischen Verein VolAlto 2.0 Caserta. 2022 kehrte sie 2022 erneut zu Al-Wasl zurück und gewann mit dem Team die Arabische Liga. Seit 2024 spielt sie für die Yogya Falcons in der indonesischen Proliga. Zur Saison 2025 wurde sie zur Kapitänin des Teams ernannt.

### Nationalmannschaft
Altynbekowa wurde 2014 in die U19-Nationalmannschaft Kasachstans berufen. Sie nahm an der 17. Asiatischen Juniorenmeisterschaft in Taipeh (Taiwan) teil.

## Privates
Altynbekowa heiratete im Jahr 2020 den kasachischen Filmproduzenten Sayat Salmanuly. 2021 wurde sie Mutter eines Sohnes.